# Grottes de Pak Ou

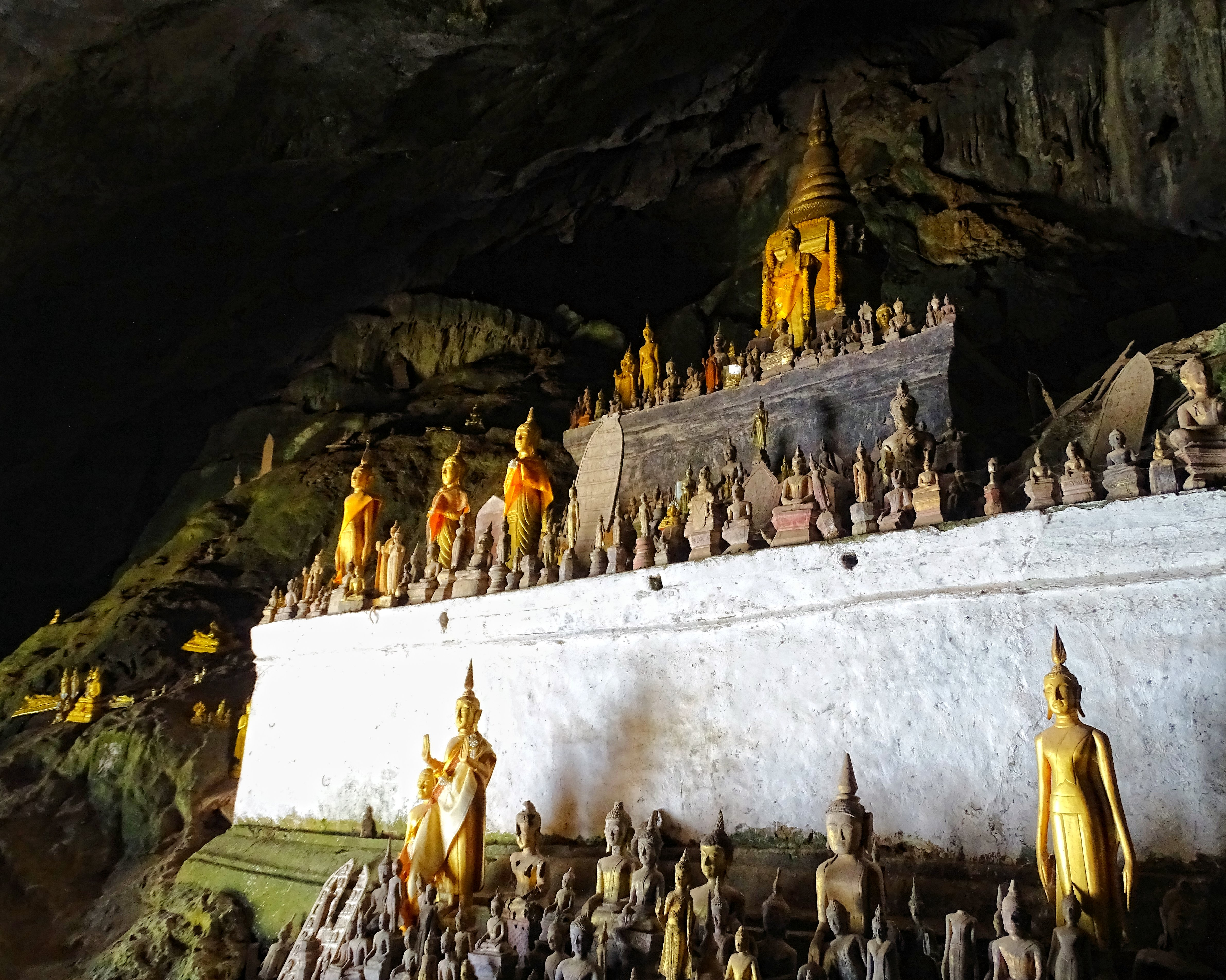
Statues de Bouddha à l'intérieur de la grotte inférieure

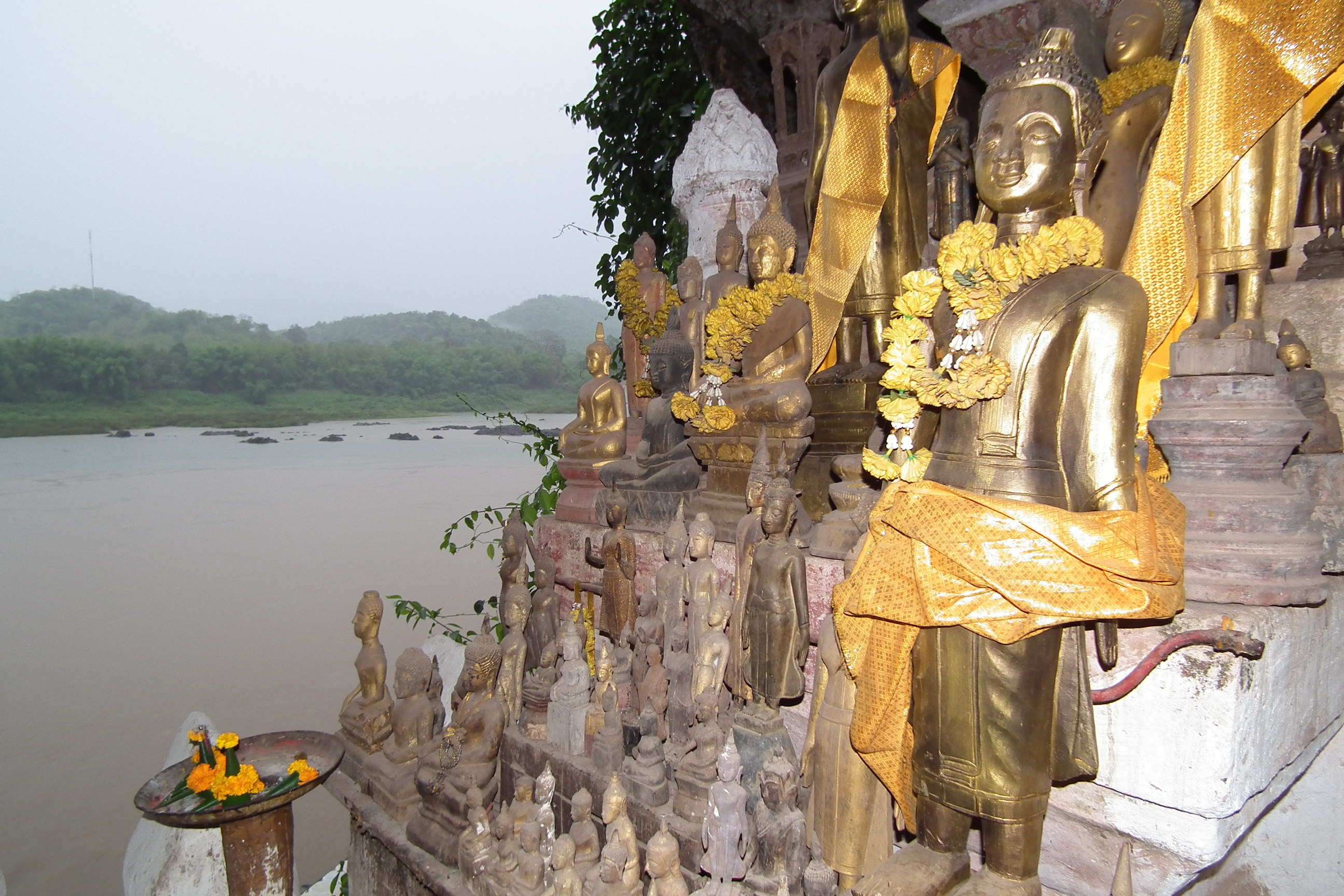
Étapes menant à la grotte inférieure depuis la rivière Nam Ou / Mékong.

Près de Pak Ou (embouchure de la rivière Ou), Tham Ting (grotte inférieure) et Tham Theung (grotte supérieure) sont des grottes surplombant le fleuve Mékong, à 25 km au nord de Luang Prabang, au Laos. Il s'agit d'un groupe de deux grottes situées sur la rive ouest du Mékong, à environ deux heures en amont du centre de Luang Prabang, et sont fréquemment visitées par les touristes.
Les grottes sont connues pour leurs sculptures miniatures de Bouddha . Des centaines de très petites figures bouddhistes en bois, pour la plupart endommagées, sont disposées sur les étagères murales. Elles observent de nombreuses positions différentes, notamment la méditation, l'enseignement, la marche, le naga, la paix, la pluie et l'inclinaison (Nibbana).

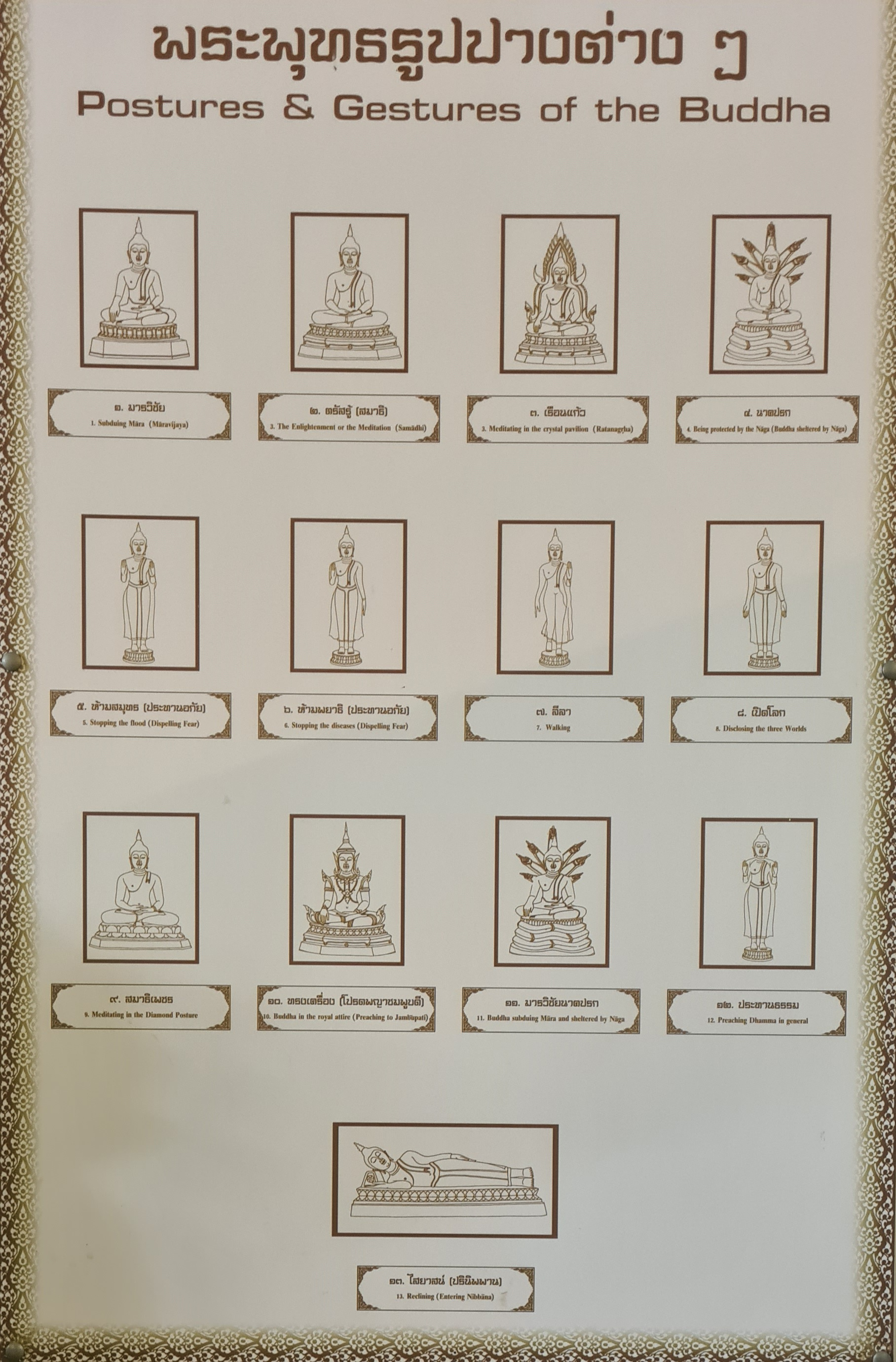
Panneau d'information sur les attitudes et postures du Bouddha au Musée national de Ramkhamhaeng à Sukhothaï.

## Lectures complémentaires
- Tan, « Rock art at the cave of a thousand Buddhas, Luang Prabang, Lao PDR », Archaeological Research in Asia, Elsevier, vol. 18,‎ 2018, p. 129-136 (lire en ligne)